# Palazzo del Governatore (Tripolis)

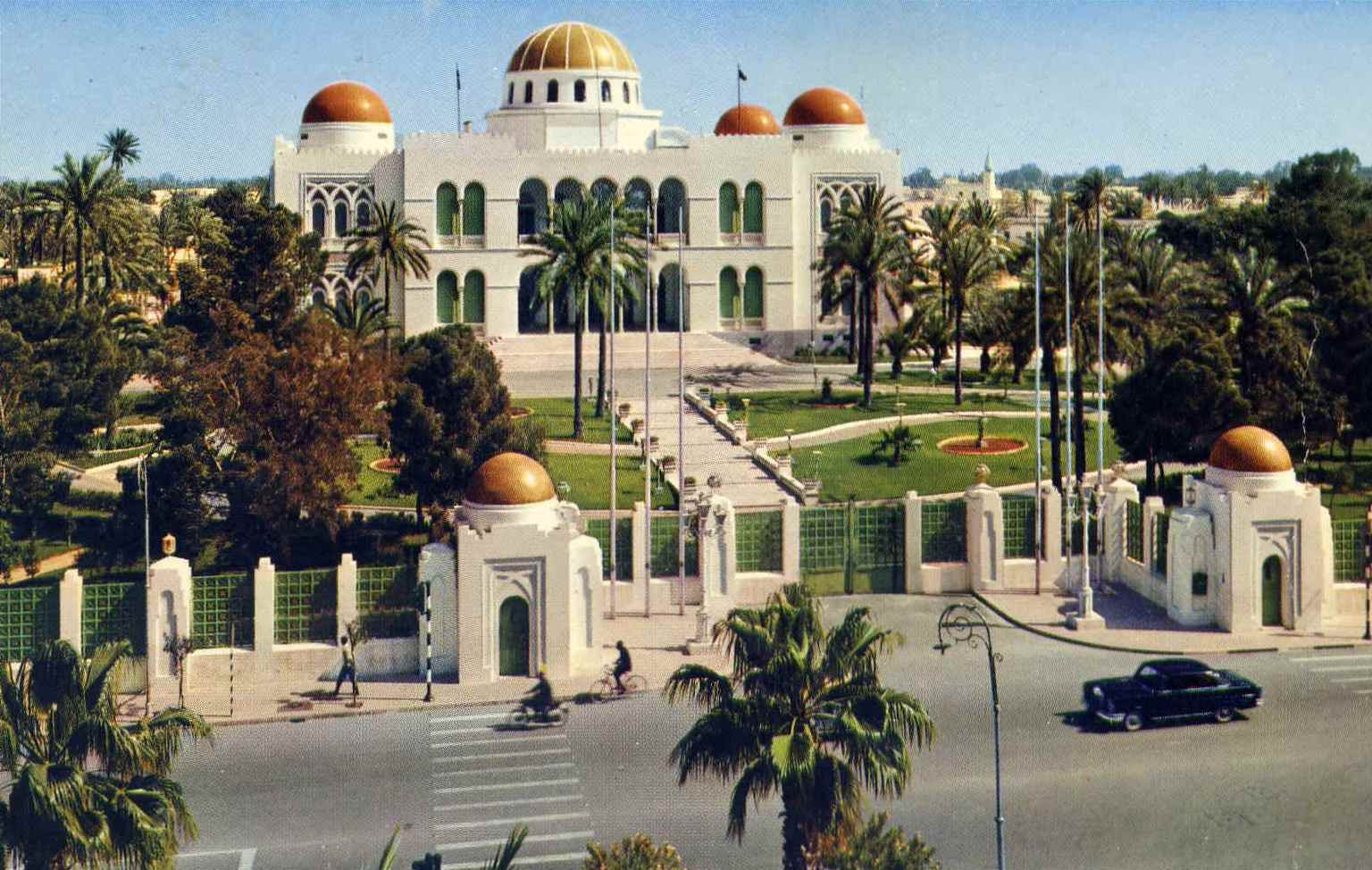
Il Palazzo Reale di Tripoli – der ehemalige Gouverneurspalast

Der Palazzo del Governatore oder Palazzo Reale (italienisch für ‚Gouverneurspalast‘ oder ‚Königlicher Palast‘, arabisch قصر الخلد, DMG qaṣr al-ḫuld ‚Ewigkeitspalast‘ oder قصر الشعب / qaṣr aš-šaʿb / ‚Volkspalast‘) ist der ehemalige Sitz des italienischen Gouverneurs von Italienisch-Libyen, der seinen Sitz in Tripolis hatte und bis 1943 diese Funktion ausübte.
Von 1951 an war der Palazzo Reale Königspalast König Idris I., des Staatsoberhaupts des Königreiches Libyen. Diese Funktion hatte das Gebäude bis zum Militärputsch durch Muammar al-Gaddafi 1969 und der Errichtung der Volksrepublik Libyen. Es erlitt einen schweren Schaden nach der US-Bombardierung von Libyen 1986 (Operation El Dorado Canyon). Bis 2008 hieß das Gebäude "Volkspalast" und war Sitz der Nationalbibliothek. Nach der Restaurierung, welche durch ein Team italienischer Designer und einer Baufirma aus Italien bis 2009 durchgeführt wurde, wurde der ehemalige Königliche Gouverneurspalast zum Museum von Libyen.